# Morogues
Morogues – miejscowość i gmina we Francji, w Regionie Centralnym, w departamencie Cher.
Według danych na rok 1990 gminę zamieszkiwało 456 osób, a gęstość zaludnienia wynosiła 15 osób/km² (wśród 1842 gmin Regionu Centralnego Morogues plasuje się na 713. miejscu pod względem liczby ludności, natomiast pod względem powierzchni na miejscu 335.).